# Fontenai-sur-Orne
Fontenai-sur-Orne foi uma comuna francesa na região administrativa da Normandia, no departamento Orne. Estendia-se por uma área de 6,49 km². Em 2010 a comuna tinha 246 habitantes (densidade: 37,9 hab./km²).
Em 1 de janeiro de 2018, passou a formar parte da nova comuna de Écouché-les-Vallées.